# Louis Krages (Rennfahrer)
Klaus Louis Krages alias John Winter (* 2. August 1949 in Bremen; † 11. Januar 2001 in Atlanta, USA) war ein deutscher Rennfahrer und Geschäftsmann, der 1985 die 24 Stunden von Le Mans auf einem Porsche 956B von Joest Racing gewann.

## Karriere

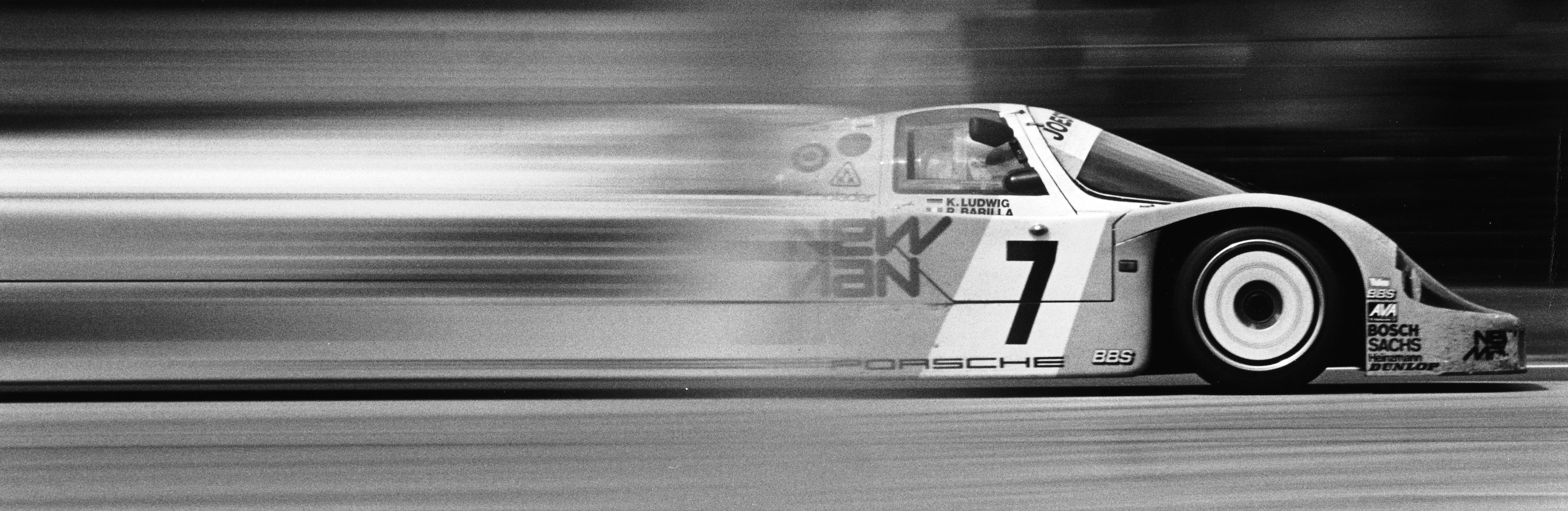
1985: Sieger bei den 24 Stunden von Le Mans, zusammen mit Klaus Ludwig und Paolo Barilla

Louis Krages benutzte sein Pseudonym „John Winter“, um seine Rennsportaktivitäten vor seiner Familie, vor allem vor seiner Mutter, geheim zu halten. Nach eigenen Angaben fürchtete er, dass seine Mutter ihn enterben würde, wenn sie von seinem Hobby erführe. Als er jedoch 1985 in Le Mans gewann, konnte er seine Nebenbeschäftigung in Anbetracht der zahlreichen Berichte in den Medien nicht mehr verbergen.
Die meisten seiner Rennen bestritt er für das Team von Reinhold Joest. 1994 überlebte Krages einen schweren Rennunfall bei der Deutschen Tourenwagen-Meisterschaft in einem Opel Calibra V6 4×4 auf der AVUS mit leichten Verbrennungen. In der Saison 1995 startete er auf einem Mercedes-Benz C-Klasse DTM von Zakspeed ein letztes Mal bei der Deutschen Tourenwagen-Meisterschaft. Bereits 1992 war er in der DTM auf Zakspeed-Mercedes unterwegs gewesen – damals auf einem 190E 2.5-16 Evo II.
Krages musste sein Hobby aufgeben, nachdem er schon vor der Übernahme seines Holzhandelsunternehmens durch einen Wettbewerber infolge wirtschaftlicher Fehlentscheidungen auch einen Großteil seines Privatvermögens eingebüßt hatte. Er verließ seine Heimatstadt und ging in die USA.
Im Januar 2001 wurde er in seiner Wohnung in Atlanta erschossen aufgefunden. Die Polizei ging von einem Suizid aus.

## Statistik

### Le-Mans-Ergebnisse
| Jahr | Team                      | Fahrzeug       | Teamkollege        | Teamkollege           | Platzierung     | Ausfallgrund         |
| ---- | ------------------------- | -------------- | ------------------ | --------------------- | --------------- | -------------------- |
| 1978 | Porsche Kremer Racing     | Porsche 935/77 | Dieter Schornstein | Philippe Gurdjian     | nicht klassiert |                      |
| 1979 | Porsche Kremer Racing     | Porsche 935K3  | Axel Plankenhorn   | Philippe Gurdjian     | Rang 13         |                      |
| 1984 | Dieter Schornstein Racing | Porsche 956    | Dieter Schornstein | Volkert Merl          | Rang 5          |                      |
| 1985 | New-Man Joest Racing      | Porsche 956B   | Klaus Ludwig       | Paolo Barilla         | Gesamtsieg      |                      |
| 1986 | New-Man Joest Racing      | Porsche 956B   | Klaus Ludwig       | Paolo Barilla         | Ausfall         | Motorschaden         |
| 1988 | Blaupunkt Joest Racing    | Porsche 962C   | Frank Jelinski     | Stanley Dickens       | Rang 3          |                      |
| 1989 | Joest Racing              | Porsche 962C   | Frank Jelinski     | Pierre-Henri Raphanel | Ausfall         | Leck im Wasserkühler |
| 1990 | Joest Porsche Racing      | Porsche 962C   | Bob Wollek         | Stanley Dickens       | Rang 8          |                      |
| 1991 | Joest Porsche Racing      | Porsche 962C   | Henri Pescarolo    | Bernd Schneider       | Ausfall         | überhitzter Zylinder |
| 1993 | Joest Porsche Racing      | Porsche 962C   | Frank Jelinski     | Manuel Reuter         | Ausfall         | Motorschaden         |

### Sebring-Ergebnisse
| Jahr | Team                 | Fahrzeug     | Teamkollege         | Teamkollege       | Platzierung | Ausfallgrund |
| ---- | -------------------- | ------------ | ------------------- | ----------------- | ----------- | ------------ |
| 1986 | Momo Joest Racing    | Porsche 962  | Randy Lanier        | Giampiero Moretti | Ausfall     | Motorschaden |
| 1987 | Joest Racing         | Porsche 962  | Sarel van der Merwe | Danny Ongais      | Rang 4      |              |
| 1988 | Joest Racing         | Porsche 962  | Paolo Barilla       | Frank Jelinski    | Rang 2      |              |
| 1990 | Joest Racing         | Porsche 962C | Henri Pescarolo     | Bob Wollek        | Ausfall     | Unfall       |
| 1991 | Joest Porsche Racing | Porsche 962C | Henri Pescarolo     | Frank Jelinski    | Rang 4      |              |
| 1992 | Joest Racing         | Porsche 962C | Bernd Schneider     | Frank Jelinski    | Ausfall     | Motorschaden |
| 1993 | Joest Porsche Racing | Porsche 962C | Manuel Reuter       | Chip Robinson     | Ausfall     | Unfall       |

### Einzelergebnisse in der Sportwagen-Weltmeisterschaft
| Saison | Team               | Rennwagen               | 1   | 2   | 3   | 4   | 5   | 6   | 7   | 8   | 9   | 10  | 11  | 12  | 13  | 14  | 15  | 16  | 17  |
| ------ | ------------------ | ----------------------- | --- | --- | --- | --- | --- | --- | --- | --- | --- | --- | --- | --- | --- | --- | --- | --- | --- |
| 1978   | Kremer Racing      | Porsche 935             | DAY | SEB | MUG | TAL | DIJ | SIL | NÜR | LEM | MIS | DAY | WAT | VAL | ROD |     |     |     |     |
| 1978   | Kremer Racing      | Porsche 935             | 5   |     | 7   |     | 6   | 5   | DNF | DNF |     |     |     | 6   |     |     |     |     |     |
| 1979   | Kremer Racing      | Porsche 935             | DAY | SEB | MUG | TAL | DIJ | RIV | SIL | NÜR | LEM | PER | DAY | WAT | SPA | BRH | ROA | VAL | ELS |
| 1979   | Kremer Racing      | Porsche 935             |     |     |     |     |     |     |     |     | 9   |     |     |     |     | DNF |     |     |     |
| 1983   | Joest Racing       | Porsche 936 Porsche 956 | MON | SIL | NÜR | LEM | SPA | FUJ | KYA |     |     |     |     |     |     |     |     |     |     |
| 1983   | Joest Racing       | Porsche 936 Porsche 956 |     |     |     |     | 8   |     | 4   |     |     |     |     |     |     |     |     |     |     |
| 1984   | Schornstein Racing | Porsche 956             | MON | SIL | LEM | NÜR | BRH | MOS | SPA | IMO | FUJ | KYA | SAN |     |     |     |     |     |     |
| 1984   | Schornstein Racing | Porsche 956             |     | 9   | 5   | 10  | 9   |     | 8   | 7   |     | 4   | 11  |     |     |     |     |     |     |
| 1985   | Joest Racing       | Porsche 956             | MUG | MON | SIL | LEM | HOK | MOS | SPA | BRH | FUJ | SEL |     |     |     |     |     |     |     |
| 1985   | Joest Racing       | Porsche 956             |     |     |     | 1   | DNF |     | 6   |     | DNF |     |     |     |     |     |     |     |     |
| 1986   | Joest Racing       | Porsche 956             | MON | SIL | LEM | NÜN | BRH | JER | NÜR | SPA | FUJ |     |     |     |     |     |     |     |     |
| 1986   | Joest Racing       | Porsche 956             | DNF |     | DNF | 8   | 5   |     | DNF | 8   | 5   |     |     |     |     |     |     |     |     |
| 1987   | Joest Racing       | Porsche 962             | JAR | JER | MON | SIL | LEM | NÜN | BRH | NÜR | SPA | FUJ |     |     |     |     |     |     |     |
| 1987   | Joest Racing       | Porsche 962             |     |     | 4   |     |     | 3   |     | 4   | 6   | 5   |     |     |     |     |     |     |     |
| 1988   | Joest Racing       | Porsche 962             | JER | JAR | MON | SIL | LEM | BRÜ | BRH | NÜR | SPA | FUJ | SAN |     |     |     |     |     |     |
| 1988   | Joest Racing       | Porsche 962             | 5   | 8   | 4   | 5   | 3   | 5   | DNF | 4   | DNF | 3   | 4   |     |     |     |     |     |     |
| 1990   | Joest Racing       | Porsche 962             | SUZ | MON | SIL | SPA | DIJ | NÜR | DON | MOT | MEX |     |     |     |     |     |     |     |     |
| 1990   | Joest Racing       | Porsche 962             | 16  | DNF | DNF | 16  | DNF | 12  | 14  | 12  | 8   |     |     |     |     |     |     |     |     |
| 1991   | Joest Racing       | Porsche 962             | SUZ | MON | SIL | LEM | NÜR | MAG | MEX | AUT |     |     |     |     |     |     |     |     |     |
| 1991   | Joest Racing       | Porsche 962             |     |     |     | DNF |     |     | 3   |     |     |     |     |     |     |     |     |     |     |